# سی۶ان
سی۶ان (به انگلیسی: Nakajima_C6N) یک هواگرد از نوع Carrier based شناسایی ساخت شرکت شرکت هواپیمای ناکاجیما است. هواگرد سی۶ان نخستین پروازش را در ۱۵ مه ۱۹۴۳ میلادی انجام داد. این هواگرد در سال ۱۹۴۴ میلادی رسماً معرفی گردید. در مجموع، تعداد ۴۶۳ فروند از این هواگرد ساخته شده‌است.